# Jezioro Okrągłe (Równina Wełtyńska)
Jezioro Okrągłe – jezioro położone w zachodniej części Pobrzeża Szczecińskiego na Równinie Wełtyńskiej, w województwie zachodniopomorskim, w powiecie gryfińskim, w gminie Gryfino. 
Powierzchnia jeziora wynosi 2,91 ha.